# Kế hoạch Navarre
Kế hoạch Navarre hay Kế hoạch 09 là một tài liệu hoạch định chiến lược quân sự do Tổng chỉ huy Quân đội viễn chinh Pháp ở Đông Dương Henri Navarre (1898-1983) vạch ra năm 1953, nhằm xoay chuyển cục diện Chiến tranh Đông Dương. Mục tiêu của kế hoạch này là trong vòng 2 năm sẽ giúp thực dân Pháp "kết thúc chiến tranh trong danh dự".

## Nội dung

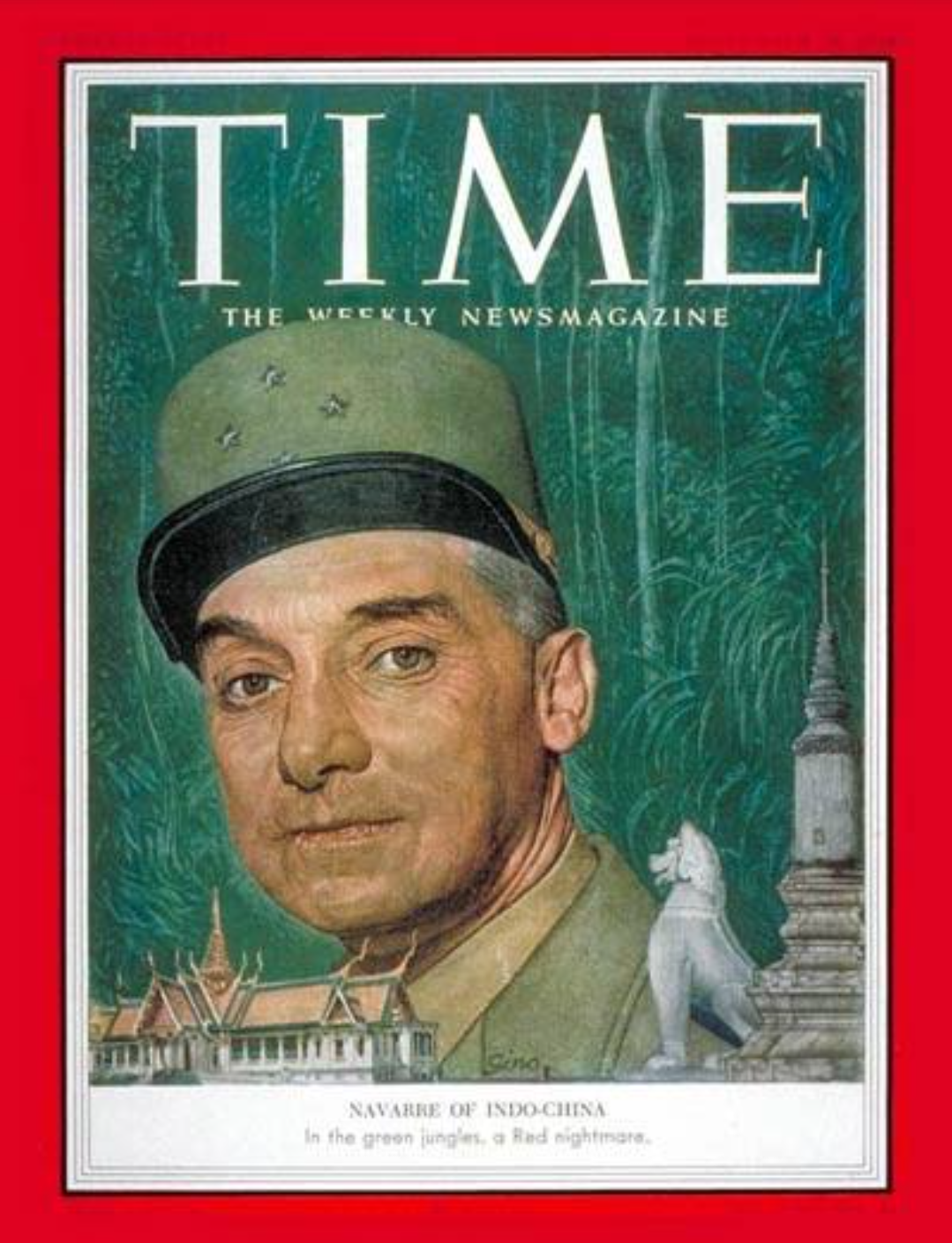
Chân dung tướng Henri Navarre trên trang bìa của tuần báo Time.

Ngày 7 tháng 5 năm 1953, Đại tướng Henri Navarre được chính phủ Đệ Tứ Cộng hòa Pháp bổ nhiệm làm Tổng chỉ huy Quân đội viễn chinh Pháp ở Đông Dương thay cho người tiền nhiệm Raoul Salan (1899-1984), với hy vọng tướng Navarre có thể xoay chuyển cục diện chiến tranh Đông Dương để kết thúc cuộc chiến theo điều khoản có lợi cho Pháp trong vòng hai năm (hay còn gọi là ''kết thúc chiến tranh trong danh dự'', bảo toàn thể diện cho đội quân thắng trận trong Chiến tranh thế giới thứ hai). Đây được xem là kế hoạch tham vọng nhất của Pháp nhằm đảm bảo quyền cai trị tại Đông Dương.
Ngày 19 tháng 5, Navarre đến Sài Gòn để nhậm chức, trở thành vị Tổng chỉ huy thứ bảy của Quân đội viễn chinh Pháp vùng Viễn Đông tham chiến ở Đông Nam Á này. Ngày 3 tháng 7, Navarre trở về thủ đô Paris sau gần một tháng nghiên cứu thực địa tại Đông Dương và trình lên Bộ Quốc phòng Pháp một bản kế hoạch chi tiết theo hai bước:
1. Trong giai đoạn mùa đông năm 1953 và mùa xuân năm 1954, quân đội Pháp giữ thế phòng ngự chiến lược tại miền bắc Việt Nam (Tonkin, "Bắc Kỳ") bằng cách tập trung một lực lượng cơ động lớn quanh khu vực đồng bằng Sông Hồng để chống trả các cuộc đột kích của bộ đội chủ lực Quân đội nhân dân Việt Nam; thực hiện tiến công chiến lược để "bình định" miền Trung (Annam, ''Trung Kỳ'') nhằm chiếm lấy 3 tỉnh đồng bằng thuộc Liên khu V do Việt Nam Dân chủ Cộng hòa cai quản; tăng cường lực lượng quân bản xứ người Việt cũng như thành lập một lực lượng cơ động khác có năng lực chiến đấu cao nhằm tiêu diệt bộ đội chủ lực của Quân đội nhân dân Việt Nam hoạt động trên tất cả khu vực kể trên.
2. Trong giai đoạn thu - đông năm 1954, sau khi đã hoàn thành tất cả mục tiêu đề ra cho bước 1, người Pháp sẽ chuyển lực lượng ra chiến trường Bắc Bộ, thực hiện tiến công chiến lược, qua đó giành thắng lợi quân sự quyết định, buộc chính phủ Việt Nam Dân chủ Cộng hòa phải đàm phán với những điều kiện có lợi cho Pháp nhằm kết thúc chiến tranh. Nếu phía Việt Nam tiếp tục từ chối đàm phán, quân Pháp sẽ tập trung các lực lượng mạnh nhất của họ để hủy diệt hoàn toàn bộ đội chủ lực của Quân đội Nhân Dân Việt Nam[2].

Để thực hiện hóa chiến lược trên, Kế hoạch Navarre lập ra 3 trọng tâm: phát triển quân đội Liên hiệp Pháp trên quy mô lớn, chuyển một số đơn vị quân đồn trú thành các lực lượng cơ động chiến lược, và yêu cầu thêm viện binh từ Pháp. Navarre có hướng dẫn chi tiết trong bản kế hoạch của ông về những công việc cần chuẩn bị:
- Đẩy nhanh tiến độ thi hành chính sách trao quyền độc lập danh nghĩa cho các chư hầu thuộc Liên hiệp Pháp, biến họ thành các chính phủ bù nhìn tương tự như chính thể Quốc gia Việt Nam ở miền Nam Đông Dương. Từ đó, cải cách quân đội viễn chinh Pháp vùng Viễn Đông thành Quân đội Liên hiệp Pháp. Điều này sẽ giúp Navarre giải quyết vấn đề thiếu hụt lực lượng chiến đấu mà hạn chế tối thiểu việc chiêu mộ công dân Pháp nhập ngũ, nhờ đó giải tỏa bớt những căng thẳng trong lòng nước Pháp.
- Thành lập lực lượng cơ động chiến lược để thoát khỏi tình trạng phòng ngự thụ động và đảm bảo lợi thế trên mặt trận bình định hậu phương của Việt Nam Dân chủ Cộng hòa.

Trên thực tế, kế hoạch Navarre dựa trên những ý tưởng mà cố Thống chế Jean de Lattre de Tassigny - cựu Tổng tư lệnh Quân viễn chinh Pháp, từng đề xuất để phù hợp với diễn biến của cuộc chiến.

## Chuẩn bị
Ngày 30 tháng 6 năm 1953, chính phủ Đệ Tứ Cộng hòa Pháp đề nghị Hoa Kỳ tăng thêm viện trợ quân sự (gấp hai lần so với trước, chiếm 73% chi phí chiến tranh ở Đông Dương); và được chấp nhận. Tuy nhiên, người Mỹ không chấp nhận số kinh phí khổng lồ lên đến 100 tỉ franc để thực hiện hóa kế hoạch của Navarre. Cuối cùng, Thống chế Alphonse Juin phải chấp nhận lược bớt các hoạt động tại Lào để giảm bớt chi phí.
Từ năm 1953, Navarre đã tổ chức tổng cộng 84 tiểu đoàn quân bản xứ thuộc Quân đội Quốc gia Việt Nam (được xem là chính phủ bù nhìn của thực dân Pháp, do cựu hoàng Bảo Đại làm quốc trưởng). Đến năm 1954, con số trên được tăng gấp đôi lên thành 168 tiểu đoàn, tương đương 300.000 lính (chưa kể binh sĩ người Việt thuộc biên chế quân đội viễn chinh Pháp). Đồng thời, ông cũng tổ chức 27 liên tiểu đoàn cơ động, bao gồm một sư đoàn lính dù.
Đồng thời tăng thêm 12 tiểu đoàn bộ binh tại Đông Dương hòng tập trung ở mặt trận Bắc Bộ một lực lượng cơ động gồm 44 tiểu đoàn (trong tổng số 84 trên toàn Đông Dương); và ra sức tăng cường lực lượng bản xứ người Việt trong quân đội Quốc Gia Việt Nam.

## Phản ứng của phía Việt Nam Dân chủ Cộng hòa
Từ tháng 9 năm 1953, Bộ tư lệnh Quân đội nhân dân Việt Nam nhận được một bản sao kế hoạch Navarre do Liên Xô cung cấp.